# ВК Катаро
Ватерполо академија Катаро је ватерполо клуб и академија из Котора, Црна Гора. Основан је 2000. године, а тренутно се такмичи у Првој лиги Црне Горе.

## Историја
Ватерполо академију Катаро су 2000. основали чланови породице Вичевић.
Првих година се радило само са млађим категоријама, а од 2008. Катаро има и сениорски тим. Прву званичну утакмицу сениорски тим је имао 17. октобра 2008. против немачког Хановера, којег је победио са 17:7, у оквиру квалификационог турнира за ЛЕН Трофеј у сезони 2008/09., а на крају је стигао до осмине финала, где је поражен од мађарског Сегеда.
Већ у сезони 2009/10., свом другом учешћу, Катаро је успео да освоји ЛЕН Трофеј, друго по јачини европско такмичење. Без већих проблема је прошао прва два кола по групама, да би у четвртфиналу савладао ријечко Приморје, а у полуфиналу немачки Шпандау. Противник у финалу је био италијански клуб Савона, прва утакмица у Италији је завршена са 9:7 за Савону, да би у реваншу у Котору голом у продужецима Катаро победио са 8:5 и освојио први трофеј у историји клуба. Као освајач ЛЕН Трофеја Катаро је 2010. играо у Суперкупу Европе против италијанског Про Река, првака Европе, али је поражен са 13:4.
У сезонама 2009/10. и 2010/11. клуб је играо у Јадранској лиги, прву сезону је завршио на шестом месту, док је у другој био једанаести. Због финансијских потешкоћа је у одустао од такмичења у Јадранској лиги за сезону 2011/12.

## Трофеји
- ЛЕН Трофеј:

Освајач (1): 2009/10.
- ЛЕН Суперкуп:

Финалиста (1): 2010.